# Andrena pullipennis
Andrena pullipennis är en biart som beskrevs av Johann Dietrich Alfken 1931. Andrena pullipennis ingår i släktet sandbin, och familjen grävbin. Inga underarter finns listade i Catalogue of Life.